# 중화민국 국민신분증

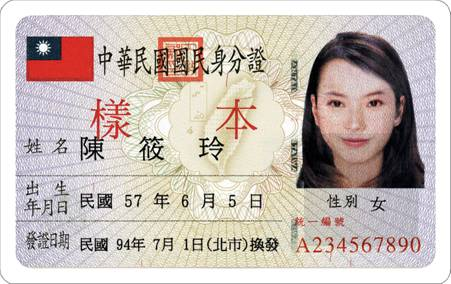
중화민국 국민신분증 견본 앞면

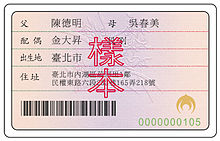
중화민국 국민신분증 견본 뒷면

중화민국 국민신분증(中華民國國民身分證)은 중화민국 국민의 신분증이다. 중화민국 《성명조례 여행세칙》(姓名條例施行細則)의 제2조 제1항에 따라 "국내에 호적을 둔 국민의 본명을 증명하기 위한 국민신분증"으로 14세 미만의 사람의 경우엔 호구명부나 호적등본으로 대신할 수 있다.
타이완 지구 이외의 지역에 있는 중화민국 국적자에 대해서는 발급할 수 있는 법적 근거가 없어 대한민국 등의 중화민국 국적을 지닌 화교에 대해서는 발급되지 않는다.

## 역사

### 기원
1931년 12월 중화민국 국민정부는 《호적법》을 제정하여 인구조사의 근거를 마련하고 각지 주민의 현황을 조사하였다.
1939년 국민정부는 《국민병역증 시행판법》을 제정하고 남성의 국민병역증 지참을 의무화하였고 이것이 중화민국의 첫 실질적인 신분증 역할을 하였다. 1941년 군역 대상자의 관리 강화를 위하여 인구 조사가 다시 진행되었고 《국민병신분증 임시조례》로서 만 18세 이상 45세 이하의 군역 연령 남성에 대한 신분증으로 사용하였다.
1946년 국민정부는 《호적법》을 개정하면서 제11조에 호적 등기사항에 따른 국민신분증을 발급을 규정을 명확히 하였고 같은 해 6월 중화민국 행정원이 《호적법 시행세칙》을 마련하여 국민신분증 발급에 따른 관련 사항들을 구체적으로 규정하였으며 10월에는 중화민국 내정부에서 《국민신분증 실시 및 공무원선령증 판법》을 공표하여 중앙과 각성급 공무원이 솔선하여 국민신분증을 발급받도록 하였다.

#### 1세대 신분증
1947년 5월 국민정부는 양면 접이식으로된 백색의 제1세대 신분증 제작을 시작하여 18세 이상의 국민에게 발급하였다.
초기 양식에 사진은 필수 사항이 아니었지만 일부 성이나 직할시는 자체적으로 사진을 부착하도록 되어있는 신분증을 제작하였고 일부에서는 지문도 등록하도록 하였다. 지문은 기(箕) 형과 두(斗) 형을 구분하여 각각 "╳"와 "○"로 표기하게 하였으며 열 손가락의 지문은 "왼쪽 ○○○○╳，오른쪽 ○○╳○╳"와 같이 기록하였다. 이 외에 지명의 약칭 등이 기록되었다. 예를 들어 타이완성 정부가 발행한 국민신분증의 경우 "시성문자제003호의5"(市城文字第003號之5)와 같은 발급번호가 표시되어 있었는데 시(市)는 타이베이시를 문(文)은 문무리(文武里)를 "제003호의5"는 대상자 거주지의 주소를 뜻하였다.

#### 타이완
대만일치시기의 타이완총독부는 타이완인의 관리를 위한 신분증을 발행하였다. 편백속의 나무로 만든 호패형 신분증으로 대상자의 거주지와 신분을 표기하였다.
대만전후시기，중화민국정부는 타이완을 접수하고 기존의 신분증을 폐기하며 양민증을 발급하였다.
1949년，타이완성 정부는 중국공산당의 타이완 점령을 모면하고 타이완성 계엄령을 선포한 뒤 인구조사를 진행하여 신분증을 교체 발급하였다. 같은 해 12월 24일 중국의 각 성에서 넘어온 외성인에 대한 거류증이 발급되었다. 이 신분증은 타이완 현주소지에 대해 발급하면서 표지에 "외성"(外省)을 표기하도록 하였다. 이는 적법한 거류 여부의 확인과 함께 중화민국 군의 병역 확충을 위한 방편으로 사용되었다.

#### 2세대 신분증
1954년 5월 호적을 정리하면서 국민신분증의 제1차 전면 개정이 이루어져 14세 이상의 국민에 대한 신분증을 발급하였다. 이 신분증 역시 접이식으로 제작되었다.

#### 3세대 신분증

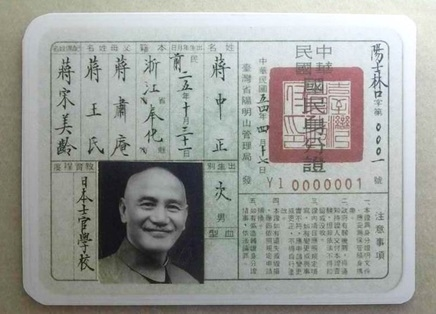
장제스의 제3세대 신분증

1965년 4월에서 5월 사이 제2차 신분증 개혁으로 제3세대 국민신분증으로 교체되었다. 제3세대 신분증은 남성의 경우 옅은 녹색, 여성의 경우 붉은색으로 제작되었고 앞면에 신분 사항이 표기되었다. 1965년 4월 17일，타이완성의 양밍산 관리국에서 제작한 제1호 신분증은 당시 중화민국 총통이었던 장제스의 신분증으로 발급번호 "Y10000001"이었다. 제3세대 신분증의 번호체계는 시행 초기 중복 확인이 어려웠으나 1969년 전산화 작업이 이루어져 일원화 된 발급체계가 갖추어졌다. 같은해 중화민국 국군도 중화민국 군인신분증을 발급하여 기존의 군인보급증을 대체하였다.

#### 4세대 신분증
1975년 10월 에서 1976년 까지 제3차 신분증 전면 개편이 이루어져 제4차 신분증으로 교체되었다. 남성은 옅은 남색으로 여성은 크림색으로 제작되었고 앞면에 발급기관명과 발급번호가 표기되었다.

#### 5세대 신분증
1986년，제4차 전면 개편으로 5세대 신분증이 발급되었다. 남성은 황토색 여성은 분홍색이었고 출생지, 혈액형, 학력 등이 표기되었다. 1995년 신분증 전자화 사업으로 신분증의 사진이 전산화되었다.

##### 정보 수정
1995년 이전에는 손으로 신분 서류를 작성하였기 때문에 공무원 등의 실수로 정보 오류가 발생할 수 있었다. 신분증 전자화 과정에서 당사자가 이를 확인하고 호구명부와 호적등본을 직접 바로잡고 수정된 정보를 신분증에 반영하도록 하였다.

##### 표시 사항의 위헌성
1997년 전면 개정된 《호적법》의 제8조 제1항은 "만40세에 이르는 인민은 국민신분증 교부를 신청하여야 하며, 만 40세 미만의 사람은 신청 발급할 수 있다"고 규정하였고 제2항은 "전항에 따라 발급된 신분증에는 지문이 담겨야 한다. 단, 40세 미만의 경우 생략한 뒤 만40세에 이르러 등록할 수 있다"고 정하였으며, 3항에서 "지문 등록이 이루어 지지 않은 자에 대해서는 국민신분증을 발급할 수 없다"고 규정하여 신분증의 지문 등록에 대한 인권 위반 논란이 일었다. 중화민국의 사법원대법관은 2005년 6월 10일 《사법원석자 제599호 해석》(司法院釋字第599號解釋)을 통해 위헌 여부 판단 때까지 호적법 시행을 금지하였고, 9월 28일 《사법원석자 제603호 해석》에서 위헌을 확정하여 호적법의 해당 조항은 효력을 잃었다.

#### 6세대 신분증

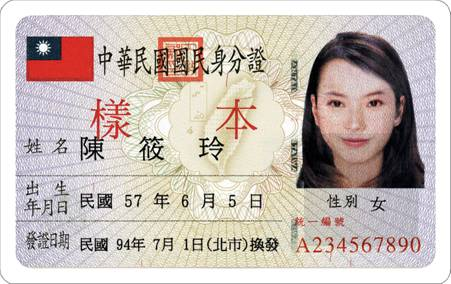
6세대 신분증 견본의 "진샤오링"(陳筱玲)

5세대 신분증의 발급이 길어지자 신분증 위조 문제가 발생하였고 중화민국 정부는 2000년 초 새로운 신분증 제작을 추진하였다. 첫 시안에는 화인(華人)을 상징하는 용 도안을 넣었으나 종교적 중립성을 해친다는 지적이 있어 넣지 않았다. 이렇게 만들어진 6세대 신분증은 2005년 12월 21일 교체 발급되기 시작하여 이듬해 말까지 전면 교체되었다. 6세대 신분증의 색상은 성별에 따라 구분하지 않고 호적 등록지와 거주지가 다르면 옅은 보라색과 커피색을 혼용하여 발급하였다. 첫 발급자는 배우 쑨예(孫越)였다. 신식 신분증의 사진은 귀를 노출하여 촬영하도록 하였고 이 때문에 소이증이 있는 사람들이 반발하여 이에 대한 보완 조치가 이루어졌다. 발급시 특정한 전자 고유부호가 부여되며 교환하더라도 재사용되지 않아 신분증의 진위여부를 파악할 수 있게 하였다.
6세대 신분증의 견본에 쓰인 "진샤오링"(陳筱玲)은 실제 인물이 아니라 대중들이 용모가 수려하다고 생각하는 요소들을 반영하여 제작한 합성 이미지이다. 2009년 신문 보도에 따르면 공무원 가운데 한 명을 골라 합성 이미지의 실제 모델로 삼은 뒤 여러 요소들을 더해 합성하였다고 한다.
중화민국군 현역 군인에게는 병종, 보직 등을 표기한 별도의 군인신분증이 발급되었다.。
2008년 5월 전면 개정에 따른 《호적법》의 제56조 제1항은 "국민신분증은 항상 휴대하여야 하며 법률에 의하지 않고 압수할 수 없다"고 규정하였지만 이에 따른 벌칙 조항이 있지는 않다. 다만, 중화민국 경찰은 《경찰직권행사법》에 따라 신분증의 제시를 요구할 수 있으며 소지자의 신분을 확인할 수 있다. 선거인명부의 확인을 위해서도 신분증을 제시하여야 한다. 중화민국의 《호적법》은 40세 이상이 되면 의무적으로 국민신분증을 발급받아야 하고 그 이하의 연령은 신청하는 사람에게 발급하도록 하고 있으며 분실하거나 파손되었을 경우 다시 발급 신청을 하여야 한다고 규정하고 있다.
타이완 전신사업자 목록의 통신사업자가 제공하는 각종 통신의 이용과 같은 정부 관계의 공용 사업, 전국민건강보험과 같은 사회보장제도의 등록, 운전면허의 등록과 같은 업무에서 본인 확인 및 신분 도용 금지를 위해 신분증 제시가 요구된다.

#### 7세대 신분증 (현행)
2020년 10월 내정부 규칙으로 7세대 신분증 발급이 시작되었다. 7세대 신분증에는 마이크로 칩이 삽입되어 있다.
2019년 6월 14일，내정부가 새 신분증의 제작을 중앙인제청에 의뢰하였고。중앙인제청은 이를 다시 타이완은행이 주관하도록 하였다. 2019년 8월 26일，타이완은행은 플라스틱 카드 제작 설비 규격서를 공고하였고 2020년 2월 7일 둥위안전기가 32.9억 대만 위안을 제시하여 낙찰되었다. 카드의 실제 제작은 중국 대륙 안에서 이루어질질 수 있다는 소문이 있었으나 둥위안전기는 이를 부인하였다.。
2020년 6월 2일，중화전신이 사업비 10억 대만 위안으로 "제1대 국민신분증 교환 발급 시스템 확보사업"을 낙찰받았다. 2020년 8월 31일，내정부는 《국민신분증 및 호구명부 제작 발급에 대한 사진 등의 관리에 관한 법률》을 공고하여 7세대 신분증에 수록될 개인 정보 항목을 성명, 통합부호 및 바코드, 출생일자, 사진, 결혼 상태, 등록일자, 교환일자, 입증부호 및 바코드, 기계 판독구의 9 개 항목으로 확정하였다.
신분증에 마이크로 칩을 사용하는 것은 정치적 논란이 있어 2020년 11월 17일 민주진보당의 판윤(范雲) 등의 의원들이 국민신분증 교체 사업 유예를 요구하였다.。그러나 행정원밀서장 리멍얀(李孟諺)은 전세계 128개 국이 이미 마이크로 칩이 삽입된 신분증을 사용중이라며 인권 문제 제기 등을 반박하였다.。

## 국민신분증 통합번호
현행 국민신분증 통합번호는 영문 대문자 1개와 아라비아 숫자 9자리를 조합한 총 10자리로 구성된다 .

### 영문자(첫번째 코드)

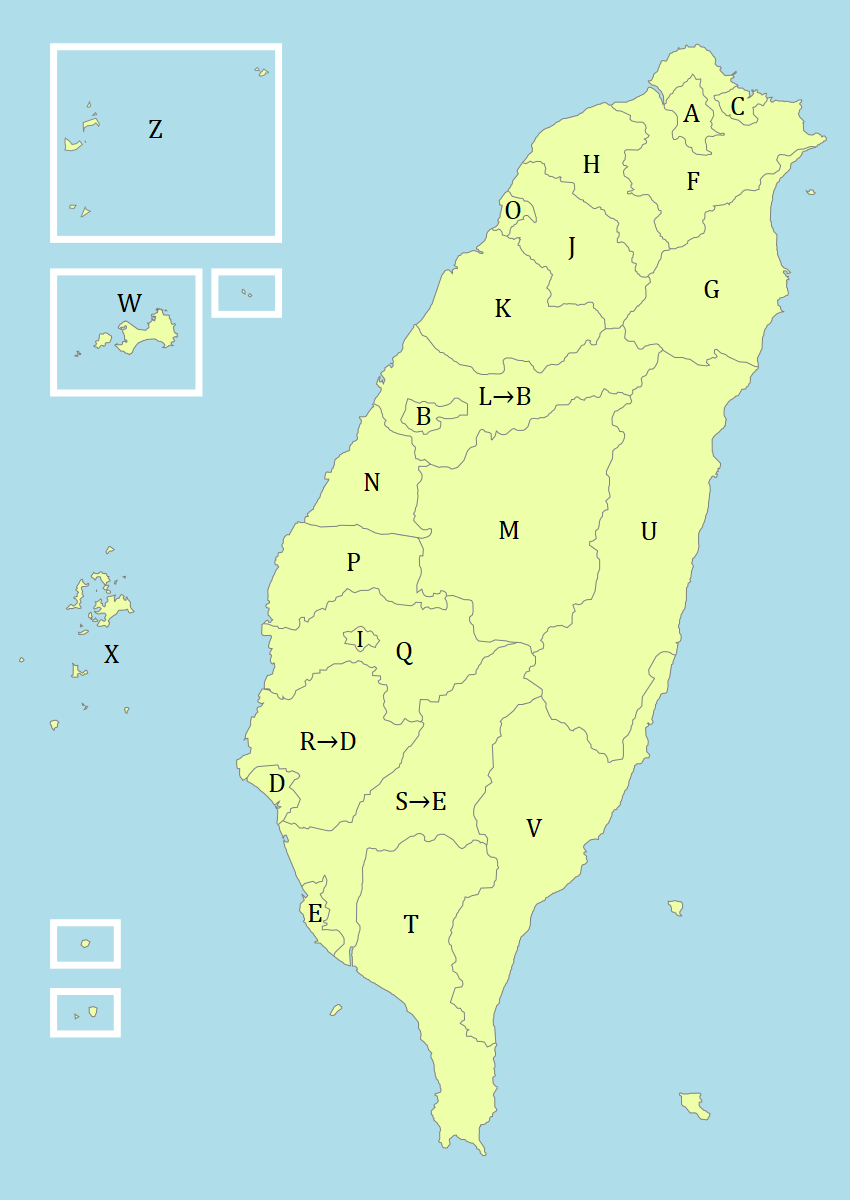
신분증 거주지 코드

첫 번째 영문코드 는 출생지가 아닌 주민등록증에 통일된 번호가 부여되는 거주지 (호적신고지역) 로 구분된다 . 주민등록번호 앞자리의 영문코드 비교표는 다음과 같다.
| A | 타이베이시 | G | 이란현     | N | 장화현 | V | 타이둥현 | L | 타이중현     | 2010년12월25일 |
| B | 타이중시   | H | 타오위안시 | O | 신주시 | W | 진먼현   | R | 타이난현     | 2010년12월25일 |
| C | 지룽시     | I | 자이시     | P | 윈린현 | X | 펑후현   | S | 가오슝현     | 2010년12월25일 |
| D | 타이난시   | J | 신주현     | Q | 자이현 | Z | 롄장현   | Y | 양명산관리국 | 1974년1월1일   |
| E | 가오슝시   | K | 먀오리현   | T | 핑둥현 |   |          |   |              |                |
| F | 신베이시   | M | 난터우현   | U | 화롄현 |   |          |   |              |                |

- 숫자 "1"과 "0"으로 혼동되기 쉽기 때문에 원래 영어 접두사 번호에는 " I "와 " O "를 사용하지 않았다. 자이시와 신주시는 지방 도시로 승격된 후 1982년부터 이 두 영어 코드를 사용하기 시작했다.
- 1974년 1월 1일 양명산 행정국이 공석이 된 후 Y 로 시작하는 신분증의 발급도 중단되었다. 따라서 앞으로 타이베이시 스린구와 베이터우구에서 주민등록증 에 통일번호를 부여받은 사람들에게는 타이베이시와 동일한 A 로 시작하는 신분증 번호가 발급될 예정이다.
- 2010년 12월 25일에 일부 카운티와 시가 자치단체로 전환되었다 . 타이중 현 , 타이난 현 , 가오슝 현은 현과 시가 통합된 후 폐지되었으며 L , R , S 코드는 더 이상 부여되지 않았다. 개편 이후 주민등록증에 통일번호가 할당된 사람들에게는 타이중시 ( B ), 타이난시 ( D ), 가오슝시 ( E )의 코드가 할당된다.

### 아라비아 숫자(2~10자리)
| 1 | 남성   | 0 – 5 | 대만출생국민                              | 0 – 9 | 일련번호 | 0 – 9 | 확인코드 |
| 2 | 여성   | 6     | 귀화국민,이전 외국인                      | 0 – 9 | 일련번호 | 0 – 9 | 확인코드 |
| — | —      | 7     | 귀화국민, 과거 미등록 국민                | 0 – 9 | 일련번호 | 0 – 9 | 확인코드 |
| 8 | 居留證 | 8     | 귀화국민,홍콩 또는 마카오에 거주했던 사람 | 0 – 9 | 일련번호 | 0 – 9 | 확인코드 |
| 9 | 居留證 | 9     | 귀화국민,이전에 중국 본토에 거주했던사람  | 0 – 9 | 일련번호 | 0 – 9 | 확인코드 |

- 첫 번째 숫자(두 번째 코드)는 성별을 구분하는 데 사용되며 이는 유사한 " 중화민국 국가 표준 정보 교환-인간 성별 표현" 과 동일하다 . 2010년 1월 2일부터 외국인 주민에게 우호적인 환경을 조성하기 위해 중화민국 주민에게 국가 신분증과 동일한 형식의 통일번호가 포함된 중화민국 거류증이 발급되기 시작했다 . 통일인증번호 둘째자리는 성별코드와 동일하며, 8은 남성, 9는 여성이다.
- 세 번째 코드는 원래 일련번호의 일부였으나 2003년 7월 1일부터 사전등록 식별코드로 변경되었으며, 국적을 취득하고 대만에 정착한 전 외국인 사이에 6~9로 나누어진다
- (6). 귀화국민이면서 이전에 외국인이었던 국민(7), 귀화국민이면서 과거에 등록되지 않았던 국민(8)귀화국민이면서 홍콩또는 마카오에 거주했던 국민 (9) 귀화국민이면서 이전에 중국 본토에 거주했던 사람
- 네 번째부터 아홉 번째 숫자는 인증서의 일련번호다.
- 10번째 자리가 인증번호인데, 1969년(중화민국 58년) 3세대 신분증에 10번째 자리가 추가된다

### 유효성 검사 규칙
국민신분증 통일번호가 유효한지 여부는 공식을 통해 계산할 수 있으며, 검증 공식은 다음과 같다  .
- 첫 번째 영어 코드를 숫자로 변환

| 영문자                             | A  | B  | C  | D  | E  | F  | G  | H  | I  | J  | K  | L  | M  | N  | O  | P  | Q  | R  | S  | T  | U  | V  | W  | X  | Y  | Z  |
| 숫자（{\displaystyle a_{1}a_{2}}） | 10 | 11 | 12 | 13 | 14 | 15 | 16 | 17 | 34 | 18 | 19 | 20 | 21 | 22 | 35 | 23 | 24 | 25 | 26 | 27 | 28 | 29 | 32 | 30 | 31 | 33 |
| 등가값（{\displaystyle e_{1}}）    | 1  | 0  | 9  | 8  | 7  | 6  | 5  | 4  | 9  | 3  | 2  | 2  | 1  | 0  | 8  | 9  | 8  | 7  | 6  | 5  | 4  | 3  | 1  | 3  | 2  | 0  |

- 숫자의 문자를 숫자값으로 변환한 후 1과 9를 차례로 곱하거나 등가값을 사용하여 숫자의 9자리 아라비아 숫자에 8, 7, 6, 5, 4, 3, 2, 1, 1을 차례로 곱한 후 마지막으로 더함

{\displaystyle N=a_{1}\times 1+a_{2}\times 9+n_{1}\times 8+n_{2}\times 7+n_{3}\times 6+n_{4}\times 5+n_{5}\times 4+n_{6}\times 3+n_{7}\times 2+n_{8}\times 1+n_{9}\times 1}
{\displaystyle N=e_{1}+n_{1}\times 8+n_{2}\times 7+n_{3}\times 6+n_{4}\times 5+n_{5}\times 4+n_{6}\times 3+n_{7}\times 2+n_{8}\times 1+n_{9}\times 1}
- 마지막 체크섬10으로 나누어 떨어지는가? 나누어질 수 있으면 유효한 신분증번호, 나누어지지 않으면 유효하지 않은 신분증번호이다.

## 같이 보기
- 신분증
- 중화민국 여권